# Уокер, Дэвид Алан
Дэвид Алан Уокер (18 августа 1928 — 12 февраля 2012) — британский учёный и почётный профессор фотосинтеза в Департаменте наук о животных и растениях университета Шеффилда, а также член Лондонского королевского общества. В 1956 году Уокер, исследуя растение с CAM-фотосинтезом, выявил ФЕП-карбоксилазу как фермент, ответственный за первичную фиксацию CO2 в CAM и С4-фотосинтезе. При жизни стал автором более 200 научных публикаций, в том числе нескольких книг.

## Образование
Уокер родился в городе Кингстон-апон-Халл и учился в средней школе для мальчиков Саут-Шилдс с 1939 по 1946 год. После службы в Королевской военно-морской авиации поступил в Королевский колледж Ньюкасла, бывший тогда частью Даремского университета, где получил степень бакалавра наук, а затем и докторскую степень под руководством Мейриона Томаса.

## Карьера и исследования
Исследовательские интересы Уокера были связаны с фотосинтезом, в частности он:
внёс важный вклад в понимание фотосинтеза, в частности связывания диоксида углерода путём биохимической трансформации в цикле Бенсона–Кальвина в строме высших растений. Основанная на дотошном внимание к деталям и техническом мастерстве, полученном в результате его более раннего образования в качестве энзимолога, его работа подтолкнула к совершенно новым представлениям о том, как регулируется этот цикл и как он связан с синтезом АТФ и НАДФ в ходе световых реакций фотосинтеза.
 Во время получения своей докторской степени, Уокер познакомился с Робином Хиллом, который был внешним экзаменатором, ответственным за присуждение ему степени. Это знакомство положило начало сотрудничеству, которое продлилось более сорока лет.

### Награды
Уокер был избран членом Королевского общества в 1976 году. Его номинация гласит:
Уокер был первым, кому удалось достичь выделения большого количества хлоропластов из листа, способных к высокому уровню фотосинтеза in vitro. Затем он смог изучить процесс фотосинтеза с точки зрения избирательной проницаемости внешней мембраны хлоропласта в отношении переноса активных компонентов в цикле фотосинтеза. Его методы быстро оценили и стали широко использовать, что привело к значительным успехам в изучении физиологии зеленых растений.
Особенно следует отметить вклад Уокера в изучение энзимов, связанных со связыванием углерода растениями растениями как в связи с фотосинтезом, так и сего более ранними исследованиями  метаболизма толстянковых.
В 2004 году Уокер получил премию Международного общества исследователей фотосинтеза в области коммуникаций «в знак признания его выдающихся усилий по распространению информации о фотосинтезе среди широкой публики». Уокер также был удостоен степени доктора наук Университета Ньюкасла в знак признания его исключительного вклада в опубликованные работы в своей области.